# Orsomarso SC
Orsomarso SC, ist ein 2012 gegründeter kolumbianischer Fußballverein aus Palmira, Valle del Cauca, der seit 2016 in der Categoría Primera B spielt. Der Verein ist nach der italienischen Comune Orsomarso benannt.

## Geschichte
Orsomarso SC wurde 2012 gegründet und spielte zunächst in der nicht-professionellen dritten Liga Kolumbiens. Zur Spielzeit 2016 kaufte der Verein das Startrecht von Uniautónoma FC. Orsomarso SC debütierte im Februar 2016 im professionellen kolumbianischen Fußball mit einem Spiel gegen América de Cali um den Pokal von Kolumbien. Das in Cali ausgetragene Spiel verlor der Verein mit 0:2. Das erste Ligaspiel absolvierte Orsomarso in Riohacha gegen Unión Magdalena. Das Spiel wurde 2:0 gewonnen. Die erste Spielzeit schloss der Verein auf dem 11. Platz ab, vier Punkte hinter dem achten Platz, der zur Teilnahme an der Finalrunde berechtigte. Die Spielzeit wurde mit dem Trainer William Libreros begonnen. Ab Juni 2016 war Alex Escobar als Trainer im Amt.
In der Apertura der Spielzeit 2017 erreichte Orsomarso mit einem achten Platz in der Ligaphase die Finalrunde, in der der Verein aber gegen Deportes Quindío im Viertelfinale ausschied. Im Mai wurde bekannt gegeben, dass Alex Escobar nicht weiter Trainer von Orsomarso ist. Unter dem Nachfolger José Gabriel Sangiovanni erreichte Orsomarso erneut als Achter die Finalrunde, in der der Verein im Viertelfinale gegen Leones FC nach Elfmeterschießen ausschied. In der Spielzeit 2018 verpasste Orsomarso als Vorletzter den Einzug in die Finalrunde deutlich. Sowohl die Apertura als auch die Finalización 2019 beendete Orsomarso auf dem letzten Platz.

## Stadion

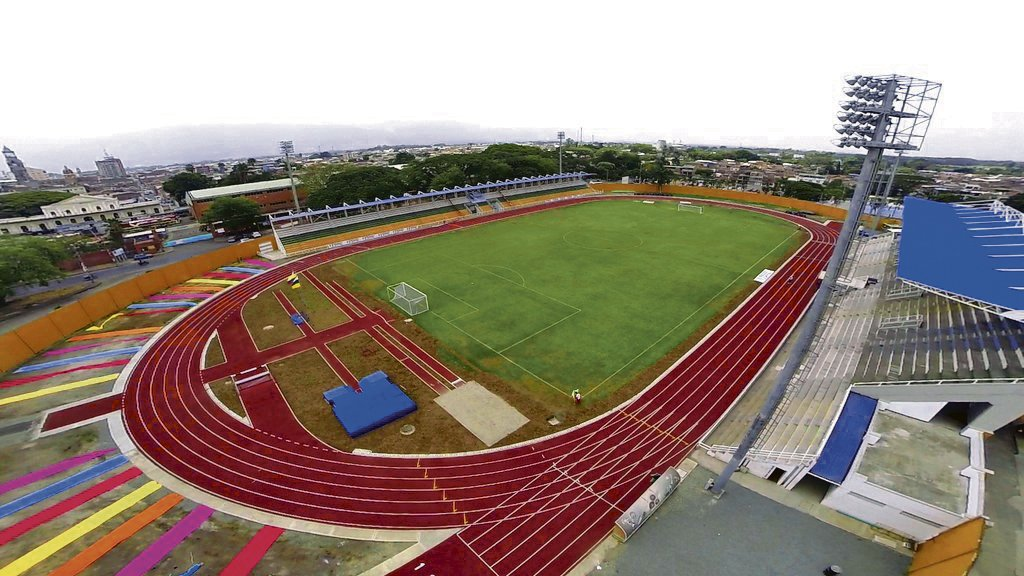
Estadio Francisco Rivera Escobar

Orsomarso SC absolviert seine Heimspiele im Estadio Francisco Rivera Escobar in Palmira. Das Stadion hat eine Kapazität von etwa 9.000 Plätzen. Ab 2017 wird das Stadion erweitert. Die Kapazität nach dem Umbau soll bei 16.500 Zuschauern liegen.

## Sportlicher Verlauf
| Saisondaten seit 2004 | Saisondaten seit 2004  | Saisondaten seit 2004 | Saisondaten seit 2004 |
| Spielzeit             | Liga                   | Platz                 | Finalrunde            |
| --------------------- | ---------------------- | --------------------- | --------------------- |
| 2016                  | Torneo Águila          | 11.                   | -                     |
| 2017-I                | Torneo Águila          | 8.                    | Viertelfinale         |
| 2017-II               | Torneo Águila          | 8.                    | Viertelfinale         |
| 2018                  | Torneo Águila          | 15.                   | -                     |
| 2019-I                | Torneo Águila          | 16.                   | -                     |
| 2019-II               | Torneo Águila          | 16.                   | -                     |
| 2020                  | Torneo BetPlay Dimayor | 11.                   | -                     |
| 2021-I                | Torneo BetPlay Dimayor | 10.                   | -                     |
| 2021-II               | Torneo BetPlay Dimayor | 11.                   | -                     |
| 2022-I                | Torneo BetPlay Dimayor | 10.                   | -                     |

## Persönlichkeiten

### Trainerhistorie
| - José Gabriel Sangiovanni (2017–) - Alex Escobar (2016–2017) - William Libreros (2016) |